# وليد حميدي
وليد حميدي هو لاعب كرة قدم جزائري في مركز الهجوم، ولد في 16 أكتوبر 1996 في وهران في الجزائر. لعب مع وفاق سطيف.

## وصلات خارجية
- وليد حميدي على موقع الاتحاد الأوربي (الإنجليزية)
- وليد حميدي على موقع قاعدة بيانات كرة القدم.إي يو (الإنجليزية)
- وليد حميدي على موقع Soccerway.com (الإنجليزية)